# Kristin Posch
Kristin Posch (* 13. Juni 1997 als Kristin Hetfleisch) ist eine österreichische Grasskiläuferin. Sie gehörte dem Juniorenkader des Österreichischen Skiverbandes an, gewann vier Weltcuprennen und erreichte in der Saison 2012 den zweiten Rang im Gesamtweltcup.

## Karriere
Nach Teilnahme an Nachwuchswettkämpfen und -rennserien, wie österreichischen Schülermeisterschaften, dem MIDEU-Cup und dem FIS-Schülerchampionat, startet Hetfleisch seit der Saison 2012 bei FIS- und Weltcuprennen. Ihr Debüt in FIS-Rennen gab sie am 2. Juni 2012 im Slalom von Altenseelbach, wo sie auf Anhieb ihren ersten Sieg feierte. Drei Wochen später folgten die ersten Weltcuprennen, bei denen sie sich zunächst um Rang fünf platzieren konnte. Zumeist Ergebnisse im guten Mittelfeld erzielte Hetfleisch bei der Juniorenweltmeisterschaft 2012 in Burbach: Sie wurde Fünfte im Slalom, jeweils Sechste in Riesenslalom und Super-G sowie Siebte in der Super-Kombination. Einen Monat später gelang ihr bei den Weltcuprennen Ende August in Dizin der Durchbruch an die absolute Weltspitze, als sie in allen drei Rennen (einmal Riesenslalom und zweimal Super-G) als Siegerin hervorging. Am Saisonende folgte ein weiterer Sieg in der Super-Kombination bei ihren Heimrennen in Rettenbach, womit sie im Gesamtweltcup hinter der Italienerin Ilaria Sommavilla den zweiten Platz erreichte.
Im September 2021 beendete Posch ihre Karriere.
Sie ist verheiratet und Mutter einer Tochter.

## Erfolge

### Juniorenweltmeisterschaften
- Burbach 2012: 5. Slalom, 6. Riesenslalom, 6. Super-G, 7. Super-Kombination

### Weltcup
- 2. Gesamtrang in der Saison 2012

- 4 Siege:

| Datum             | Ort        | Land       | Disziplin         |
| ----------------- | ---------- | ---------- | ----------------- |
| 24. August 2012   | Dizin      | Iran       | Riesenslalom      |
| 25. August 2012   | Dizin      | Iran       | Super-G           |
| 25. August 2012   | Dizin      | Iran       | Super-G           |
| 2. September 2012 | Rettenbach | Österreich | Super-Kombination |